# Arctoconopa
Arctoconopa es un género de dípteros nematóceros perteneciente a la familia Limoniidae. 

## Especies
- Contiene las siguientes especies:
- A. aldrichi (Alexander, 1924)
- A. australis Savchenko, 1982
- A. bifurcata (Alexander, 1919)
- A. carbonipes (Alexander, 1929)
- A. cinctipennis (Alexander, 1918)
- A. forcipata (Lundstrom, 1915)
- A. insulana Savchenko, 1971
- A. kluane (Alexander, 1955)
- A. manitobensis (Alexander, 1929)
- A. megaura (Alexander, 1932)
- A. melampodia (Loew, 1873)
- A. obscuripes (Zetterstedt, 1851)
- A. pahasapa (Alexander, 1955)
- A. painteri (Alexander, 1929)
- A. quadrivittata (Siebke, 1872)
- A. taimyrensis (Lackschewitz, 1964)
- A. zonata (Zetterstedt, 1851)